# Guzmania

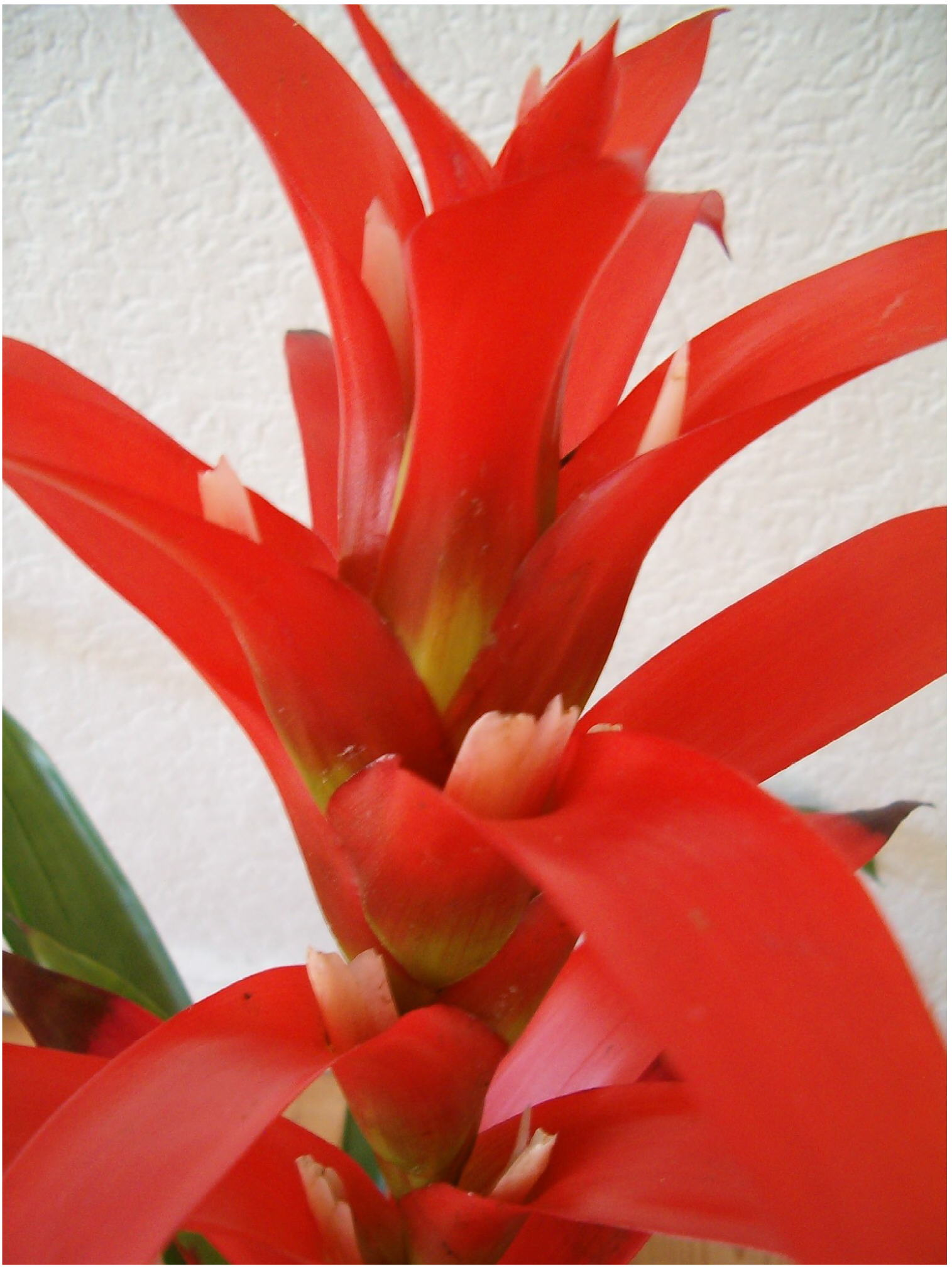
Cultivar 'Rana'.

Guzmania Ruiz & Pav.  é um género botânico pertencente à família Bromeliaceae, subfamília Tillandsioideae.
O gênero foi nomeado em honra a Anastasio Guzman, farmacêutico e naturalista espanhol.
Nativas do sudoeste da América do Sul, aproximadamente 140 plantas deste gênero são conhecidas.
São plantas epífitas que requerem temperaturas e umidade relativamente altas. Morrem depois de florecer no verão, porém uma nova planta pode facilmente crescer na base e propagar-se depois da morte da planta mãe.
Várias espécies são cultivadas como plantas ornamentais. A espécie mais conhecida é a  Guzmania lingulata (estrela escarlate) que é de cor laranja com brácteas vermelhas.

## Principais espécies
- Guzmania aequatorialis‎‎ L.B.Smith
- Guzmania albescens‎ H.Luther & Determann
- Guzmania alborosea‎‎ H.Luther
- Guzmania alcantareoides‎ H.Luther
- Guzmania andreettae‎‎ Rauh
- Guzmania asplundii‎‎ L.B.Smith
- Guzmania atrocastanea‎ H.Luther
- Guzmania barbiei‎‎ Rauh
- Guzmania bergii‎‎ H.Luther
- Guzmania blassii Rauh
- Guzmania condorensis‎‎ H.Luther
- Guzmania corniculata‎ H.Luther
- Guzmania dalstroemii‎‎ H.Luther
- Guzmania ekuadorensis Gilmartin
- Guzmania foetida‎ Rauh
- Guzmania fosteriana‎ L.B.Smith
- Guzmania fuerstenbergiana‎‎ (Kirchoff & Wittmack) Wittmack
- Guzmania fuquae‎ H.Luther & Determann
- Guzmania fusispica‎ Mez & Sodiro
- Guzmania harlingii‎‎ H.Luther
- Guzmania henniae‎‎ H.Luther
- Guzmania hirtzii‎‎ H.Luther
- Guzmania hollinensis‎ H.Luther
- Guzmania inexpectata‎‎ H.Luther
- Guzmania izkoi‎‎ J.Manzanares & W.Till
- Guzmania jaramilloi‎ H.Luther
- Guzmania kentii‎ H.Luther
- Guzmania lepidota‎‎ (André) André ex Mez
- Guzmania lingulata (L.) Mez
- Guzmania madisonii‎ H.Luther
- Guzmania monostachia (L.) Rusby ex Mez
- Guzmania nicaraguensis Mez & Baker ex Mez
- Guzmania osyana‎ (E.Morren) Mez
- Guzmania plicatifolia L.B.Smith
- Guzmania poortmanii‎ (André) André ex Mez
- Guzmania pseudospectabilis‎ H.Luther
- Guzmania puyoensis‎‎ Rauh
- Guzmania remyi‎ L.B.Smith
- Guzmania roseiflora‎‎ Rauh

- Guzmania rubrolutea‎‎ Rauh

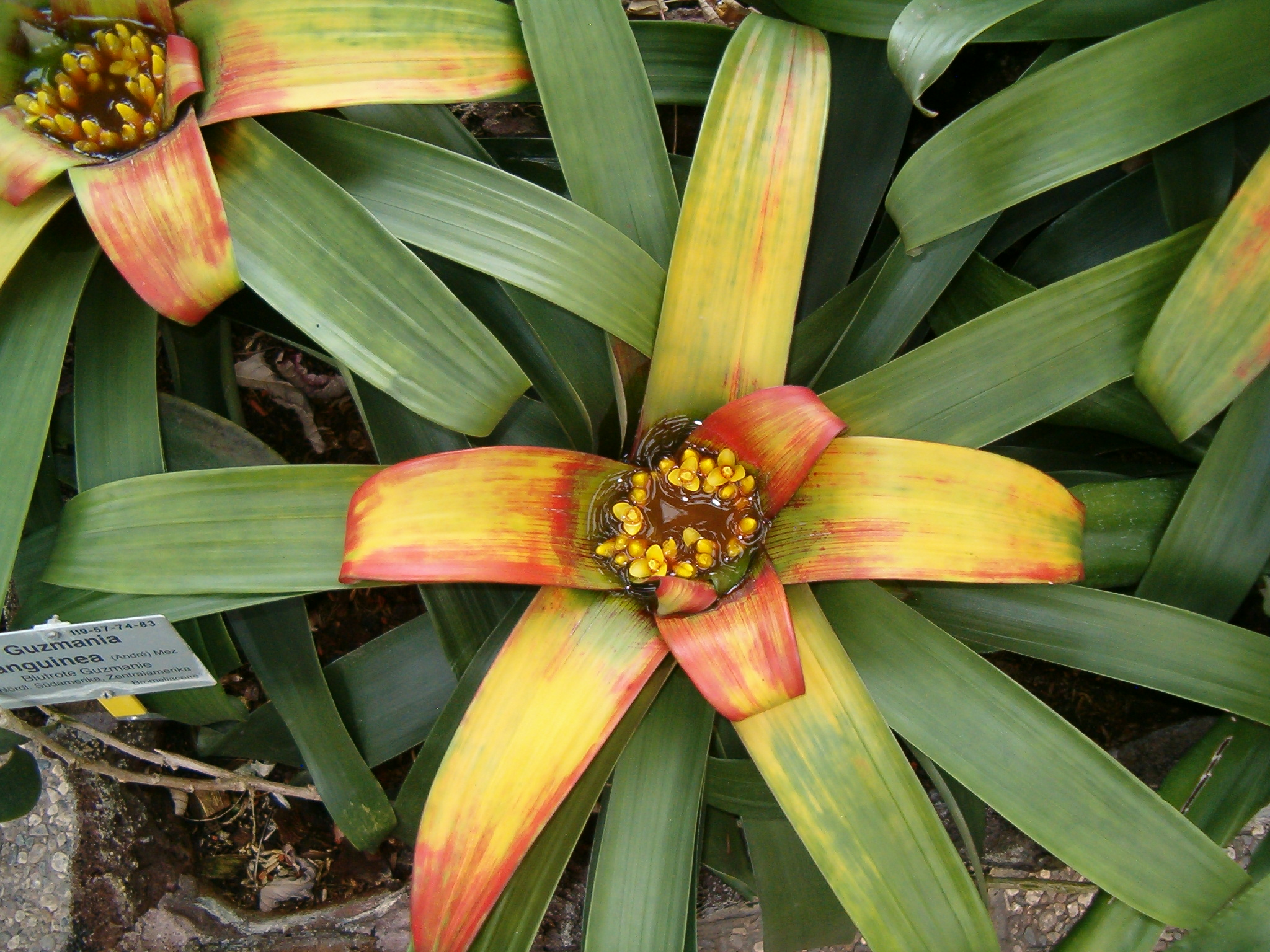
Guzmania sanguinea.

- Guzmania sanguinea (André) André ex Mez
- Guzmania septata‎‎ L.B.Smith
- Guzmania sieffiana‎‎ H.Luther
- Guzmania striata‎‎ L.B.Smith
- Guzmania teuscheri‎‎ L.B.Smith
- Guzmania vanvolxemii (André) André ex Mez
- Guzmania victoriae Rauh
- Guzmania xanthobractea‎‎ Gilmartin
- Guzmania zakii‎ H.Luther
- «PPP-Index Lista completa»

## Galeria

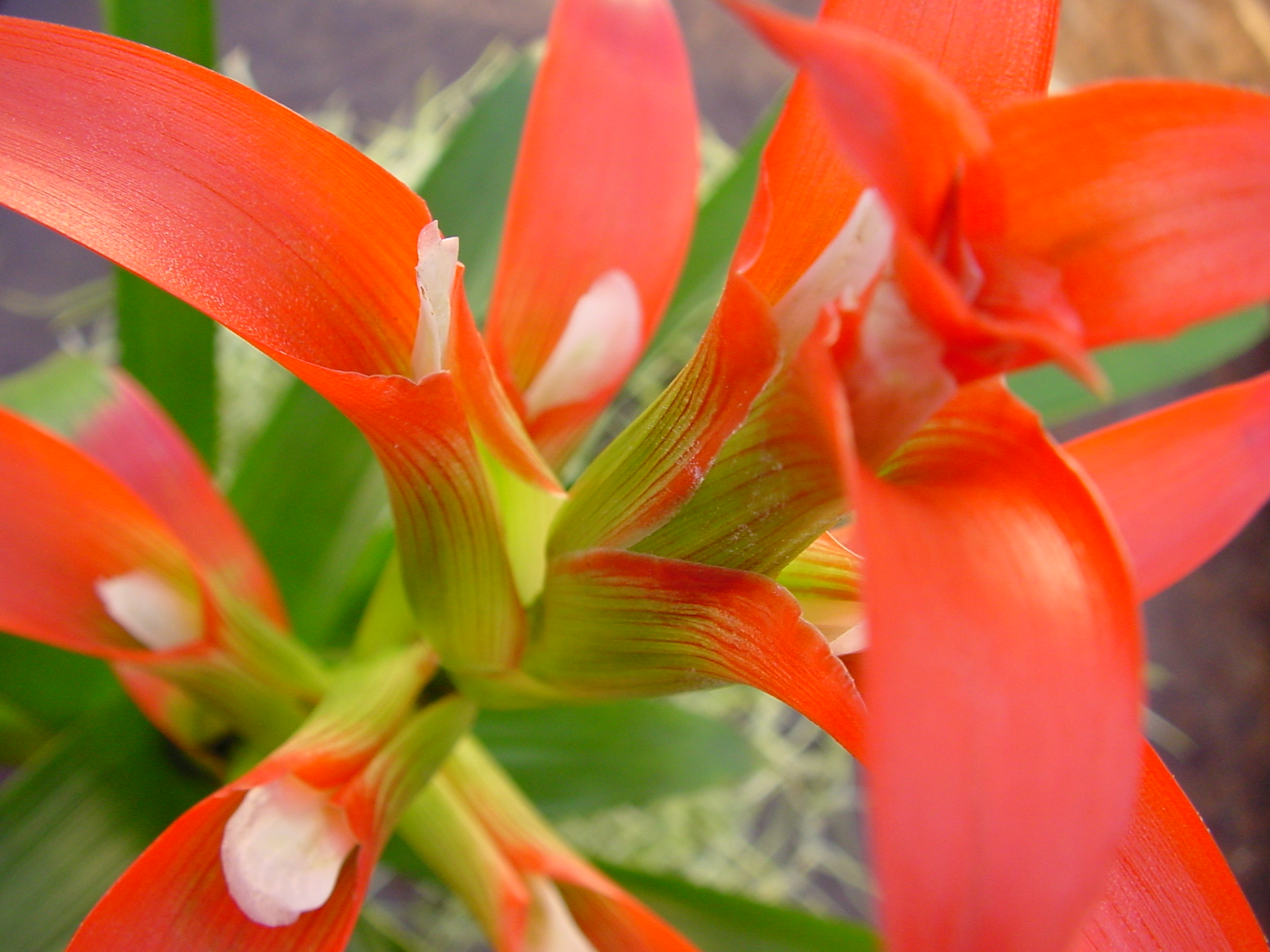
Guzmania wittmackii-Híbrida.
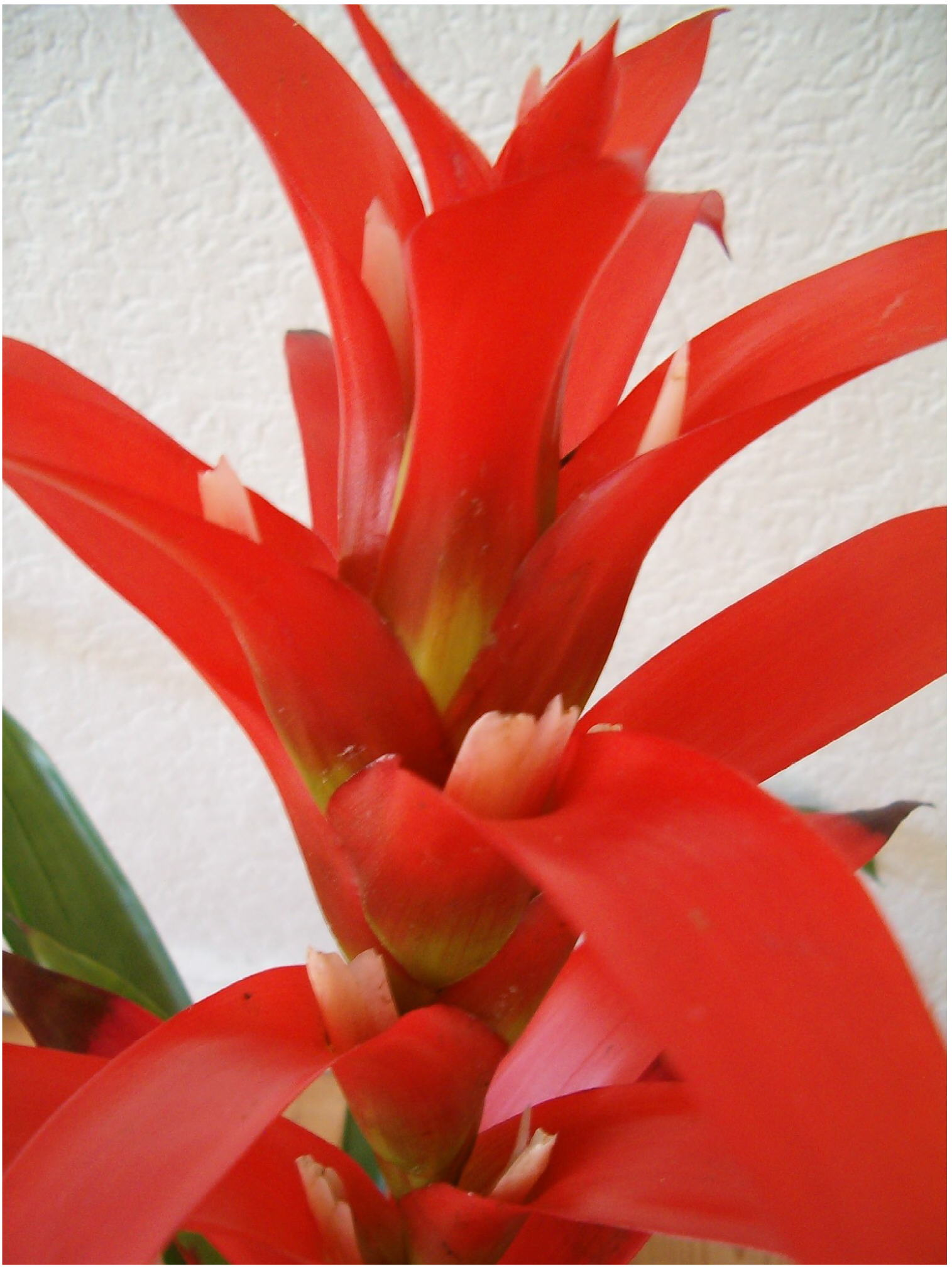
Guzmania-Híbrida.
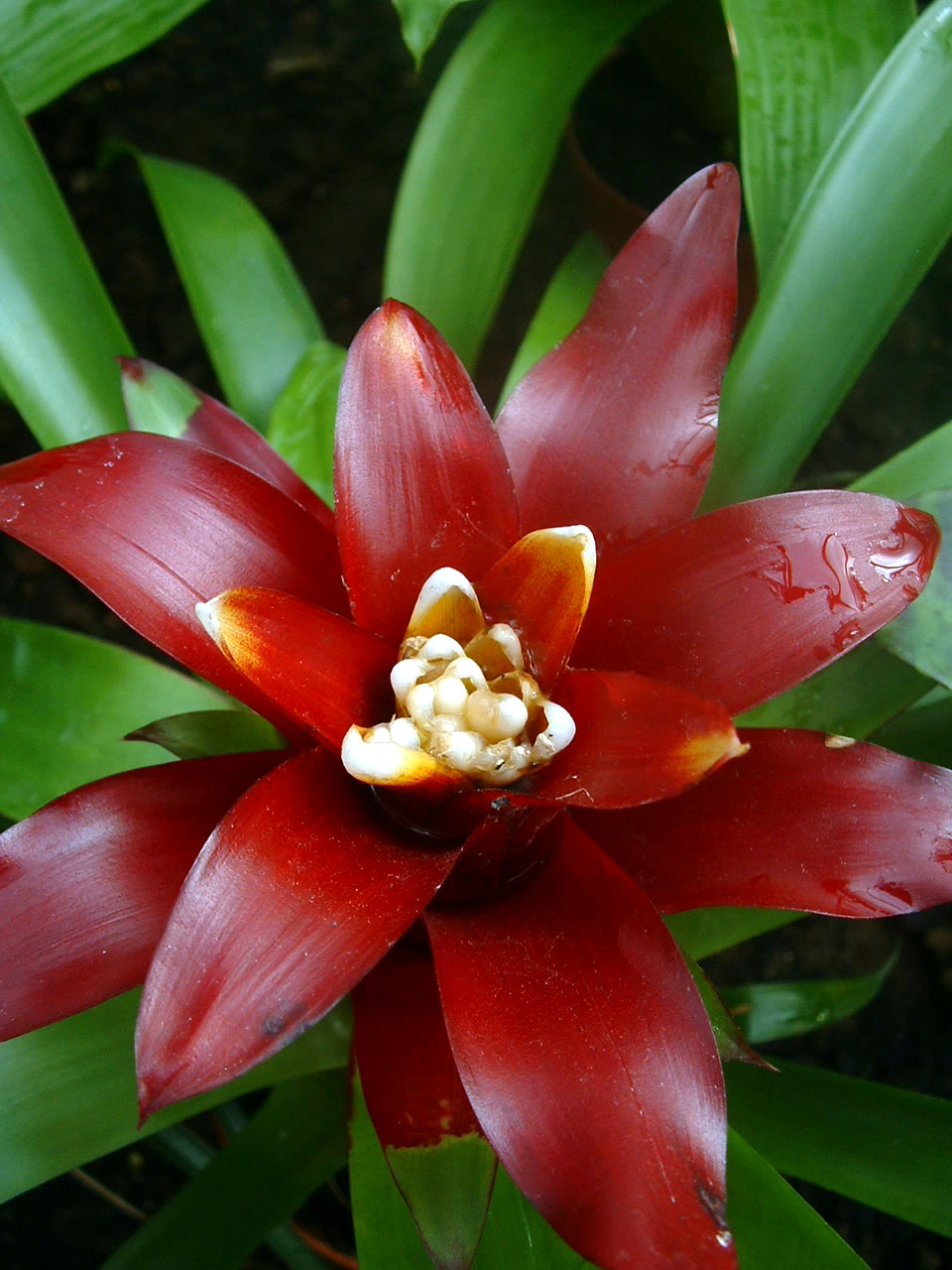
Guzmania lingulata var. minor-Híbrida.
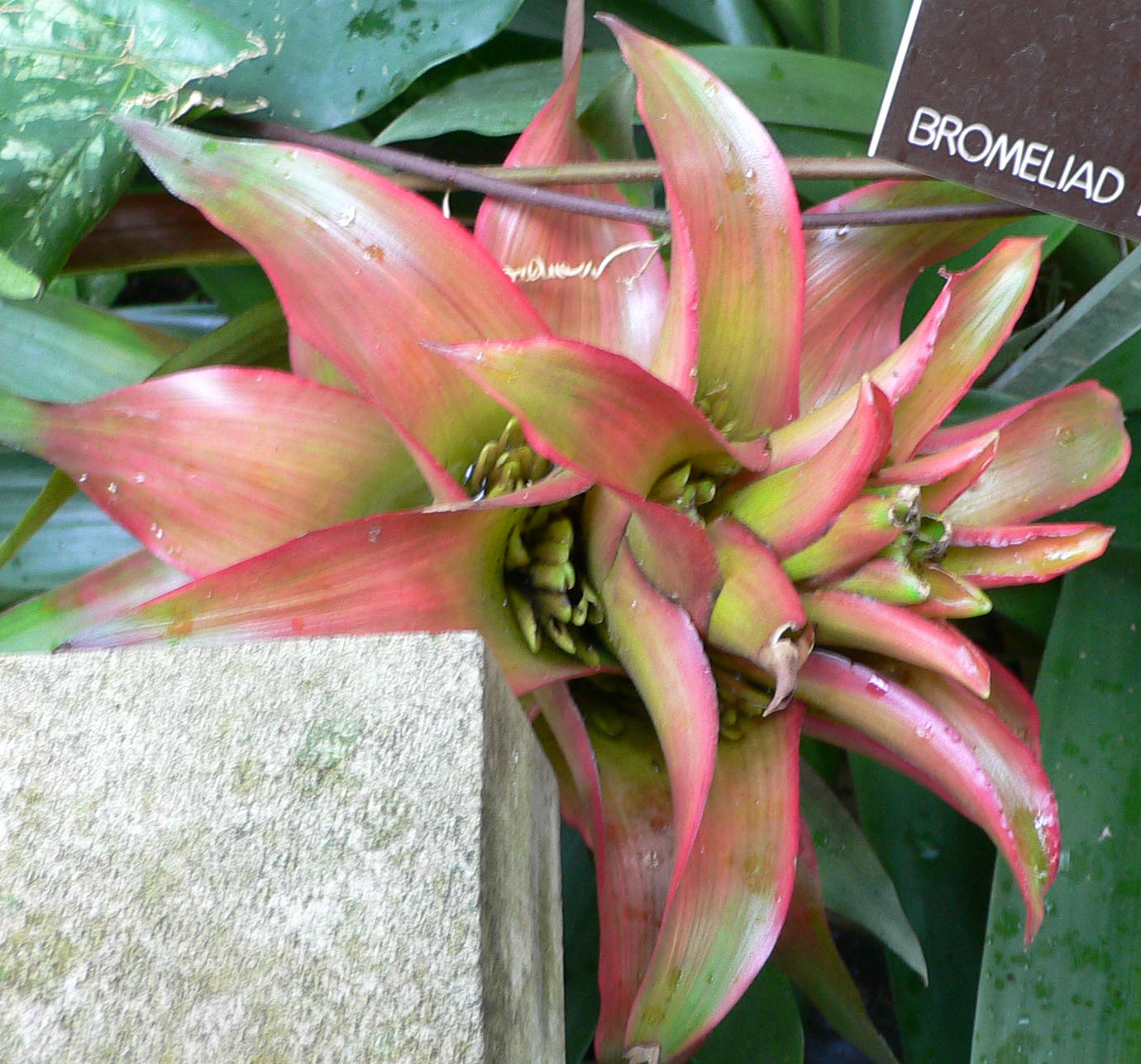
Guzmania-Híbrida.
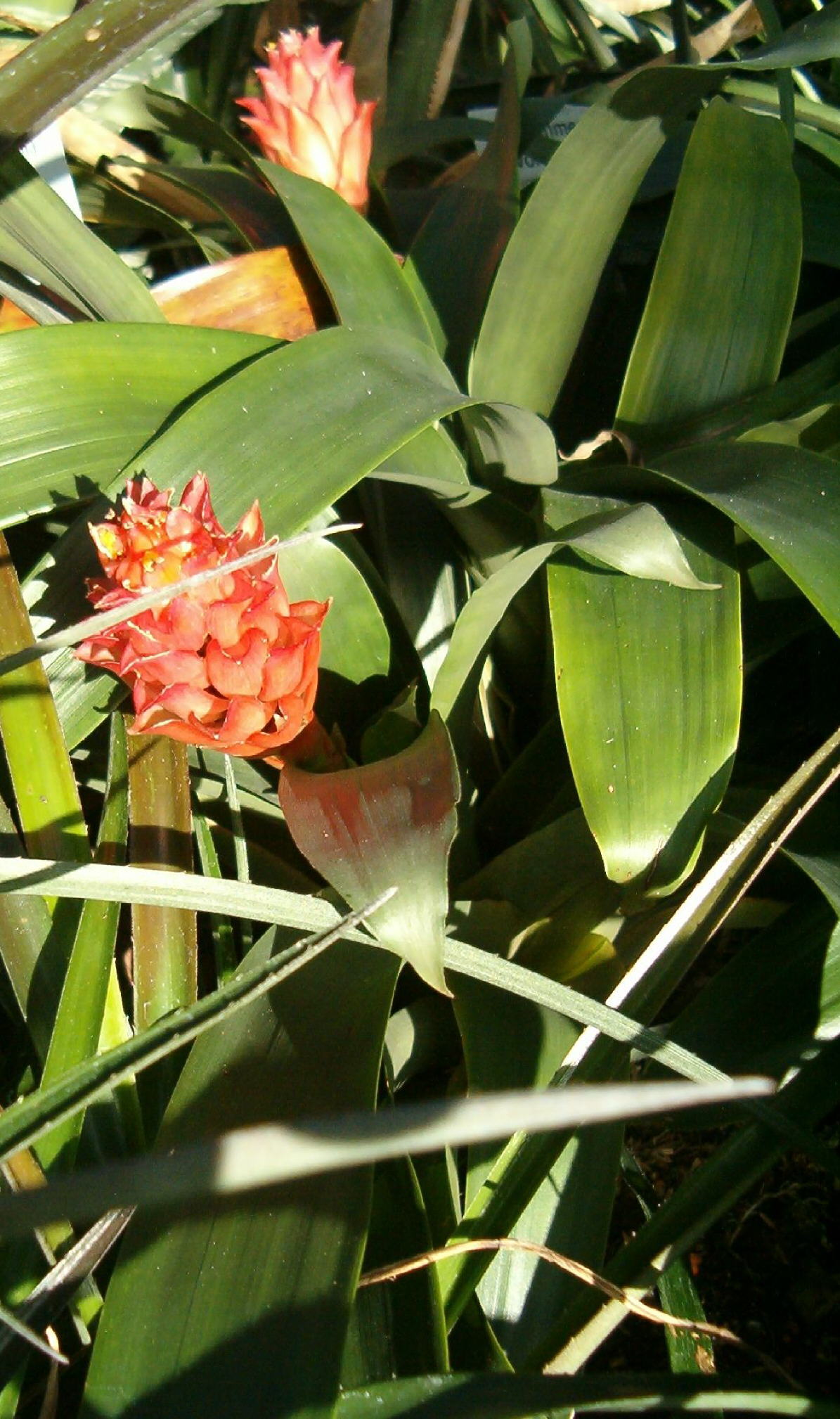
Guzmania osyana.
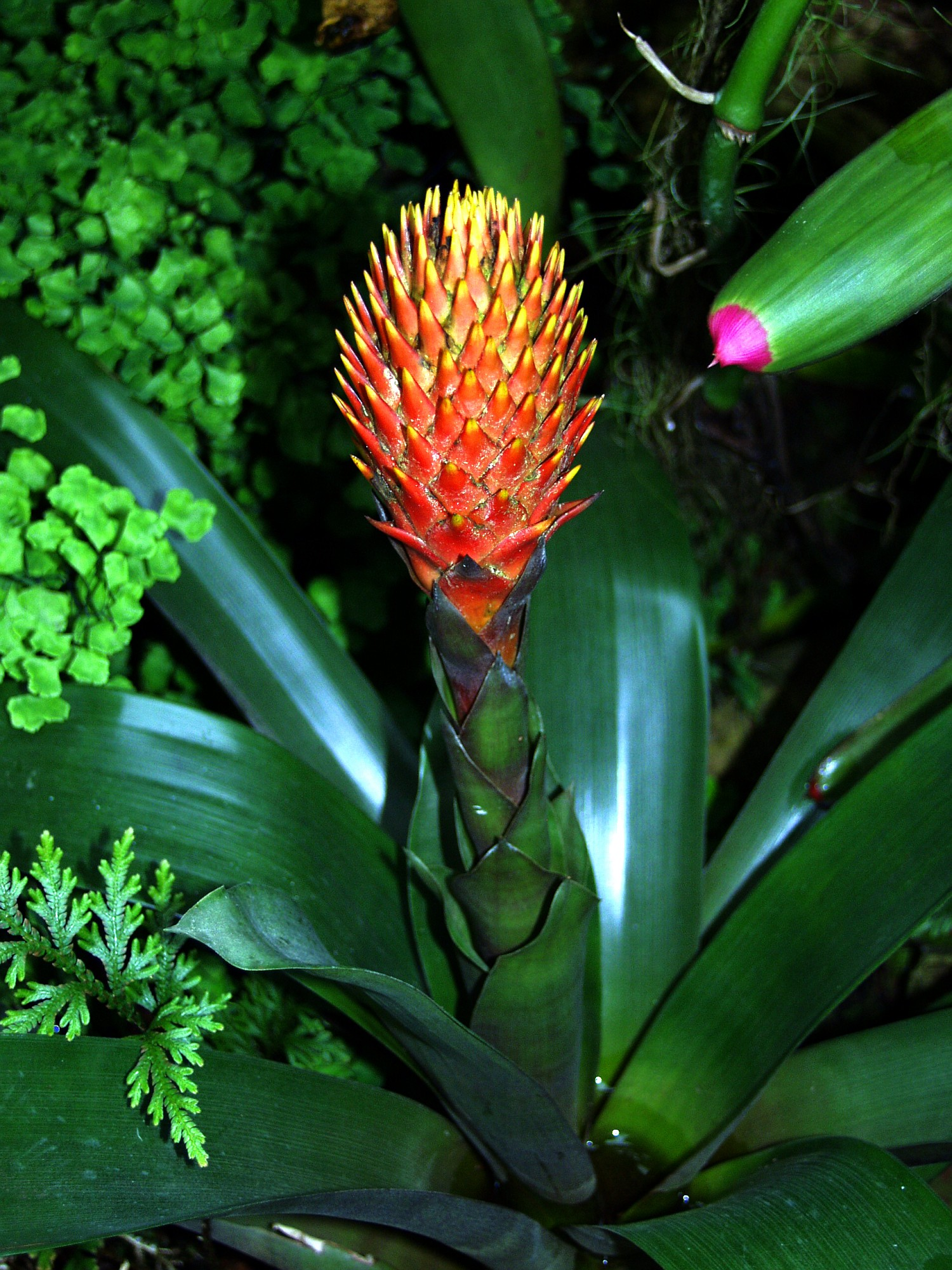
Guzmania conifera
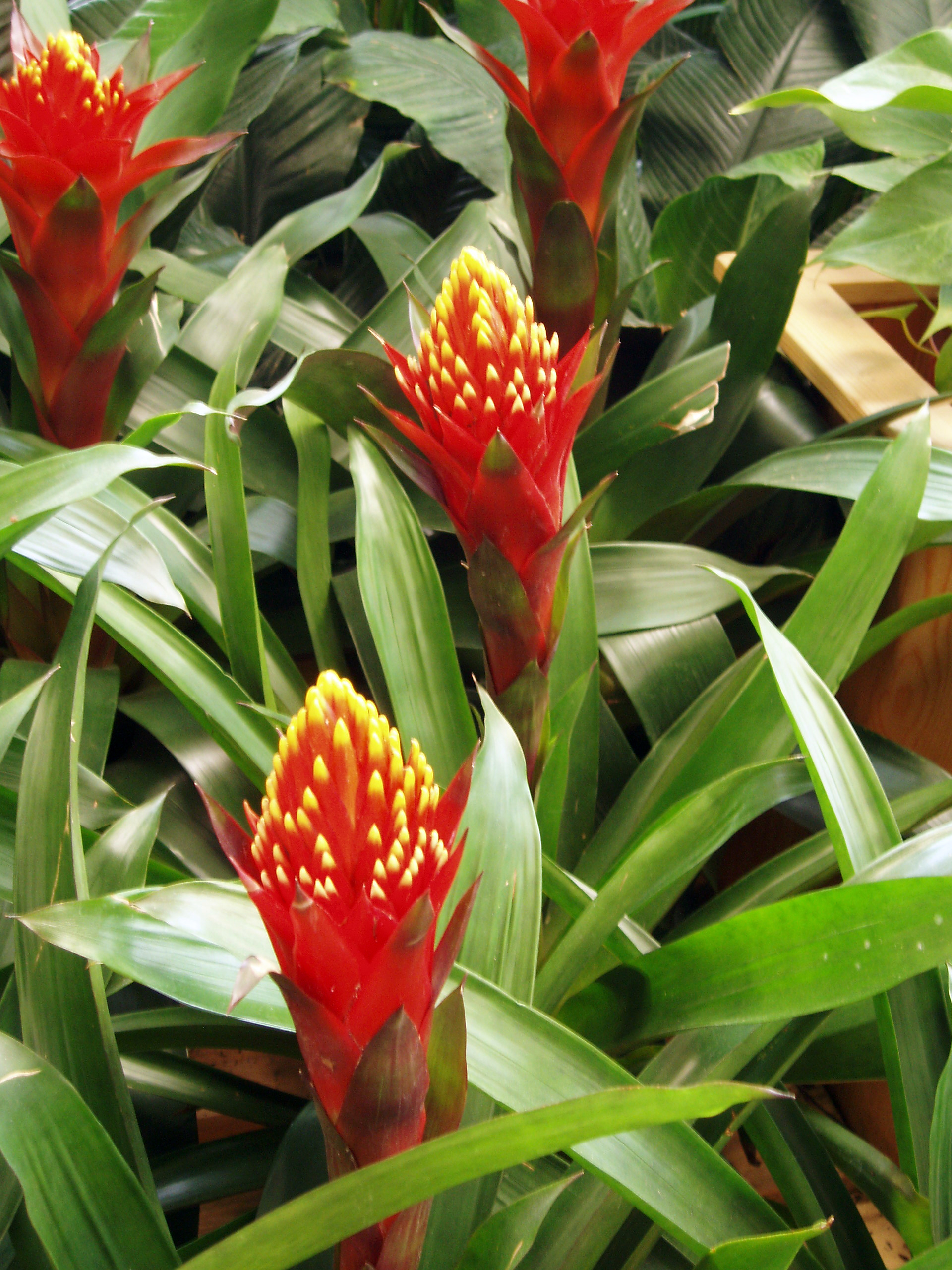
Guzmania conifera
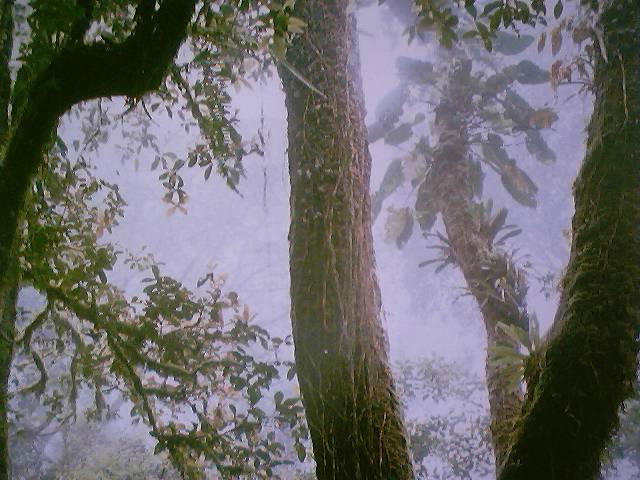
Guzmania spec.

## Literatura
- Werner Rauh: Bromelien, Verlag Eugen Ulmer, Stuttgart 1990, ISBN 3-8001-6371-3